# 阿部進之介
阿部 進之介（あべ しんのすけ、1982年2月19日 - ）は、日本の俳優。大阪府出身。スターダストプロモーションから 2025年5月31日をもって独立。現在は自ら立ち上げた ミラーライアー フィルムズ株式会社を足場に、国内外で精力的に活動を展開している。

## 略歴
2003年1月、映画『ラヴァーズ・キス』でデビュー。同年10月に放送された特撮テレビドラマ『超星神グランセイザー』にてインパクターロギアを演じて人気を博し、知名度を得た。
2019年1月に公開された初の長編映画主演作となる『デイアンドナイト』では、企画と原案も担当した。同年8月から放送された『名もなき復讐者 ZEGEN』で、初のテレビドラマ主演を務めた。

## 出演

### テレビドラマ
- 仮面ライダーシリーズ（テレビ朝日）
  - 仮面ライダー555 第1話（2003年） - 木場一彰 役
  - 仮面ライダーカブト 第29・30話（2006年） - 生簀一郎 役
  - 仮面ライダーオーズ/OOO 第11・12話（2010年） - 筑波敬介 役
- 奥様レンジャー〜台所より愛を込めて〜（2003年、テレビせとうち/テレビ東京） - ラブレンジャー / 日比谷京介 役
- ホットマン 第1シリーズ 第3話（2003年、TBS）
- 超星神グランセイザー （2004年、テレビ東京） - インパクターロギア / 星山秀一 役
- 金曜エンタテイメント・夏樹静子サスペンス 日向夢子調停委員事件簿3 哀しい天罰（2005年、フジテレビ） - 鳥飼祐平 役
- 刑事部屋〜六本木おかしな捜査班〜 第2話（2005年、テレビ朝日） - 梶竜一 役
- 月曜ゴールデン・十津川警部シリーズ36 河津・天城連続殺人事件（2006年1月9日、TBS） - 竹内健治 役
- 水曜ミステリー9・信濃のコロンボ事件ファイル11 埋もれ火（2006年4月2日、テレビ東京） - 波多野賢一 役
- 警視庁捜査一課9係 第5話（2006年5月17日）
- PS -羅生門-警視庁東都署 第11話（2006年9月13日、テレビ朝日） - 平原 役
- 愛の迷宮（2007年、東海テレビ） - 鮎川拓真 役
- 週刊 赤川次郎「美しい闇」（2007年、テレビ東京） - 黒川医師 役
- 東京ゴーストトリップ 第3話（2008年4月16日、テレビ東京） - 辰二郎 役
- 土曜ワイド劇場 家政婦は見た!ファイナル（2008年7月12日、テレビ朝日） - ストリートミュージシャン 役
- 月曜ゴールデン 萬屋長兵衛の隅田川事件ファイル（2008年11月17日、TBS） - 野村秀一 役
  - 萬屋長兵衛の隅田川事件ファイル 其の弐（2010年2月15日）
- メイちゃんの執事（2009年1月 - 3月、フジテレビ） - 神田 役（原作は「神崎」）
- トリハダ5〜夜ふかしのあなたにゾクッとする話を（2009年3月30日、フジテレビ）
- 853〜刑事・加茂伸之介 第1話（2010年1月14日、テレビ朝日） - 青木武史 役
- 赤かぶ検事京都篇（2010年1月 - 3月、TBS） - 磯貝有紀 役
- 相棒シリーズ（テレビ朝日 / 東映）
  - 相棒 season 9 第1話「顔のない男」（2010年10月20日） - 篠原孝介 役
  - 相棒 season 12 最終話「プロテクト」（2014年3月19日） - 御影真一 役
- 世にも奇妙な物語 21世紀 21年目の特別編「分身」（2011年5月14日、フジテレビ） - 暮林英二 役
- 花ざかりの君たちへ〜イケメン☆パラダイス〜2011 第5・6話（2011年8月7・14日、フジテレビ） - 蒔田高巳 役
- ろくでなしBLUES 第10話 - 第12話（2011年9月、日本テレビ） - 鬼塚 役
- プレイガール2012（2012年10月、ファミリー劇場） - 城戸一真 役
- 女と男の熱帯（2013年1月 - 2月、WOWOW） - 西岡 役
- 臥竜の天 伊達政宗 〜独眼竜と呼ばれた男〜（2013年3月9日、BS-TBS） - 小次郎 役
- TAKE FIVE〜俺たちは愛を盗めるか〜（2013年4月 - 6月、TBS） - 香川竜一 役
- 土曜ワイド劇場・ホゴカン 熱血保護司・村雨晃司の事件簿（2013年8月、テレビ朝日） - 岡部篤志 役
- Oh,My Dad!! 第10話（2013年9月12日、フジテレビ） - 中原雅人 役
- ビター・ブラッド〜最悪で最強の親子刑事〜 第9話（2014年6月10日、フジテレビ） - 坂下 役
- ホワイト・ラボ〜警視庁特別科学捜査班〜 第10・最終話（2014年6月16日・23日、TBS） - 高村サダオ 役
- 大河ドラマ（NHK）
  - 軍師官兵衛（2014年） - 加藤清正 役
  - どうする家康（2023年放送予定） - 黒田長政 役[4]
- 東京スカーレット〜警視庁NS係 最終話（2014年9月9日、TBS） - 新山友宏 役
- 信長協奏曲（2014年10月 - 12月、フジテレビ） - 佐々成政 役[5]
- REPLAY&DESTROY（2015年4月 - 6月、MBS） - 新田広重 役
- 下町ロケット（2015年10月 - 12月、TBS） - 埜村耕助 役
- スペシャリスト4（2015年12月12日、テレビ朝日）
- わたしを離さないで 第4話 - （2016年2月 - 3月、TBS） - 譲二 役
- コック警部の晩餐会 第8話（2016年12月8日、TBS） - 真島一郎 役
- ソースさんの恋（2017年6月 - 7月、NHK BSプレミアム） - 吉田幸作 役
- ドラマスペシャル 黒薔薇 刑事課強行犯係 神木恭子（2017年12月17日、テレビ朝日） - 乾義男 役
- BG〜身辺警護人〜（2018年1月18日 - 3月15日、テレビ朝日） - 清田春孝 役
- 刑事ゼロ 第7話（2019年2月21日、テレビ朝日） - 山之辺裕作 役
- 名もなき復讐者 ZEGEN（2019年8月30日 - 10月18日、関西テレビ放送） - 主演・女衒 役[6]
- Iターン 第11話・最終話（2019年9月21日・9月28日、テレビ東京） - 坊野洋平 役[7]
- 異世界居酒屋「のぶ」 （WOWOWプライム） - ベルトホルト 役
  - Season1（2020年5月16日 - 7月17日）[8]
  - Season2（2022年5月27日 - 7月29日）[9]
  - Season3（2023年1月13日 - 3月17日）[10]
- 刑事アフター5（2020年10月1日、テレビ朝日） - 浦井健介 役
- Dr.チョコレート 第6話・最終話（2023年5月27日・6月24日、日本テレビ） - オンチャン 役
- 刑事7人 SEASON9 第2話 - 最終話（2023年6月14日 - 8月9日、テレビ朝日） - DJ TONEKAN（声） / 利根川寛二 役
- SHOGUN 将軍（2024年2月27日 - 、FXP） - 戸田文太郎 役　＊ 尚、当作品は 2025年に米国のエミー賞やSAG賞を始め、全世界で81の賞を獲得している。
- おいち不思議がたり第1話・2話（2024年9月1日・8日、NHK BS・NHK BSプレミアム4K） - 鵜野屋直助 役
- 東京サラダボウル（2025年1月7日 - 3月4日、NHK総合・NHK BS4K） - 八柳隆太 役[11]
- 三笠のキングと、あと数人（2025年4月25日 - 5月30日、北海道放送） - 浜西実 役[12][13]

### 映画
- ラヴァーズ・キス（2003年、吉田秋生原作/及川中監督） - 緒方篤志 役
- 着信アリ（2004年1月、三池崇史監督） - 斉藤清 役
- Bon Voyage!（2005年、及川拓郎監督） - 準主演
- メノット（2005年、及川中監督） - 準主演・津山 役
- カミュなんて知らない（2006年1月、柳町光男監督）
- 明日の記憶（2006年5月、堤幸彦監督） - 渡辺謙（青年時代）
- ラストラブ（2007年7月、藤田明二監督） - 準主役・河島徹 役
- LOST 〜呪われた島〜（2006年、山本清史監督） - 伊勢崎真一郎 役
- 大帝の剣（2007年、堤幸彦監督）
- APT# 1303（2007年、及川中監督）
- パラレル 愛はすべてを乗り越える―。（2009年、武藤数顕監督）
- テケテケ・テケテケ2（2009年、白石晃士監督） - 武田慎 役
- クローズZERO II（2009年、三池崇史監督） - 川西昇 役
- 十三人の刺客（2010年、三池崇史監督） - 出口源四郎 役
- BADBOYS（2011年、窪田崇監督） - 段野 秀典役
- DOG×POLICE 純白の絆（2011年、七高剛監督）
- 恐竜を掘ろう（2013年3月、大和田伸也監督、）
- 風俗行ったら人生変わったwww（2013年、飯塚健監督） - 新田 役
- 小川町セレナーデ（2014年、原桂之介監督）
- 信長協奏曲（2016年1月、松山博昭監督） - 佐々成政 役
- 罪とバス（2016年3月、藤井悠輔監督）
- 狂い華「優しい日常」（2017年10月、湯浅典子監督）
- 神さまの轍-CHECKPOINT OF THE LIFE-（2018年2月、作道雄監督）
- 栞（2018年10月、榊原有佑監督） - 藤村孝志 役
- アウト&アウト（2018年11月、きうちかずひろ監督）
- デイアンドナイト（2019年1月、藤井道人監督） - 主演・明石幸次 役[14]
- キングダム（2019年、佐藤信介監督） - バジオウ 役[15]
- 新解釈・三國志（2020年12月11日公開予定、福田雄一監督） - 夏侯惇 役[16]
- るろうに剣心 最終章 The Final（2021年4月23日、大友啓史監督） - 鯨波兵庫 役
- ミュジコフィリア（2021年11月19日） - 青田完一 役
- 千夜、一夜（2022年10月7日）
- Winny（2023年3月10日、松本優作監督）
- かぞく（2023年11月3日、澤田石和寛監督） - 主演・ユウイチ 役（吉沢亮、永瀬正敏、小栗旬とクワトロ主演）[17][18]
- カムイのうた（2024年1月26日、菅原浩志監督） - レモク 役[19]
- A Missing Part（2024年9月9日）

### 短編映画
- MIRRORLIAR FILMS Season5「MIMI」（2024年5月31日、榊原有佑監督）- 臨床心理士 役[20][21]
- MIRRORLIAR FILMS Season6「男と鳥」（2024年12月13日、浅野忠信監督）[22][23]

### Webドラマ
- REPLAY & DESTROY（2011年、LISMO） - 新田広重 役
- 新解釈・三國志－異聞－（2020年12月12日 - 26日、Hulu） - 夏侯惇 役[24]

### 舞台
- あべ一座 旗揚げ公演 あべ上がりの夜空に（2009年7月11日、NHKホール）

### DVD
- 超星神グランセイザー公式超技ビデオ（2004年） - インパクターロギアの声
- ハイウェイバトル R×R（2008年、池田哲也監督） - 小山田浩司 役
- ハイウェイバトル R×R2 マキシマムスピード（2008年、池田哲也監督） - 小山田浩司 役

### CM
- 競艇（2003年）
- NTT東日本 ナンバーディスプレイ（2004年）
- アサヒ飲料 酸素水（2006年 - 2007年）
- 江崎グリコ GABA（2007年6月 - 2008年5月）
- ベルリッツ（2008年）
- キリン 午後の紅茶 「春」篇

## 作品
- 映画『MIRRORLIAR FILMS Season2』「point」（2022年2月18日） - 監督・脚本[25]